# Мілево (Ґраєвський повіт)
Мілево (пол. Milewo) — село в Польщі, у гміні Щучин Ґраєвського повіту Підляського воєводства.
Населення — 51 особа (2011).
У 1975-1998 роках село належало до Ломжинського воєводства.

## Демографія
Демографічна структура станом на 31 березня 2011 року:
|          | Загалом | Допрацездатний вік | Працездатний вік | Постпрацездатний вік |
| -------- | ------- | ------------------ | ---------------- | -------------------- |
| Чоловіки | 26      | 4                  | 21               | 1                    |
| Жінки    | 25      | 8                  | 13               | 4                    |
| Разом    | 51      | 12                 | 34               | 5                    |